# هارمونی، شهرستان اوشن، نیوجرسی
هارمونی (به انگلیسی: Harmony) یک منطقهٔ مسکونی در ایالات متحده آمریکا است که در جکسون، نیوجرسی واقع شده‌است. هارمونی ۴۸ متر بالاتر از سطح دریا واقع شده‌است.